# Waleri
Waleri ist ein männlicher Vorname.

## Varianten
- männlich:
  - englisch: Valery, Valeriy, Valeri
  - französisch: Valère, Valéry, Valery (< germ. Walaricus)
  - griechisch: Βαλέριος (Valérios)
  - italienisch: Valerio
  - lateinisch: Valerianus, Valerian, Valerius
  - litauisch: Valerijonas,  Valerijus, Valierius
  - polnisch: Walerian, Waleriusz, Waleri, Walery
  - rumänisch: Valeriu
  - russisch: Валерий (Walerij, Waleri)
  - spanisch: Valeriano
  - ukrainisch: Валерій (Walerij)
  - ungarisch: Valér
- weiblich: Valeria, Valerie, Valeska, Waleria, Walerija
- Valerius war der Gentilname der römischen Familie der Valerier (lat. gens Valeria)
- Valera, Valeri oder Valero sind abgeleitete Familiennamen.

## Abgrenzung Valerij – Valerie
Der Unterschied zwischen dem männlichen Vornamen „Valerij“ und dem weiblichen Vornamen „Valerie“ liegt nicht nur in der Schreibweise, sondern auch in der Aussprache: Beim russischen männlichen Vornamen liegt die Betonung auf dem „e“, der deutsche weibliche Vorname „Valerie“ wird meist auf dem „a“ betont. Im Französischen ist die Aussprache der männlichen und der weiblichen Form gleich, Betonung auf der letzten Silbe.

## Herkunft und Bedeutung
Der Ursprung des Namens Valerij dürfte beim lateinischen Vornamen Valerius liegen, welcher sich vom Verb valere (stark/ kräftig sein) herleitet und die Bedeutung „Der aus dem Geschlecht der Valerier“ hat.
Aus Valerius wurde mit der Zeit Valerian (Vorname), im slawischen Raum auch Walerian, was schließlich zur Kurzform Waleri bzw. Walerij oder Valerij führte.

## Namenstag
Sowohl für die männlichen als auch für die weiblichen Formen des Namens Valerij ist der 7. Juni der Namenstag.

## Namensträger
- Valerian (200–260), römischer Kaiser
- Valerian Brenner (1652–1715), Baumeister des Vorarlberger Barocks
- Valerian Gracias (1900–1978), Erzbischof von Bombay
- Valeriano Weyler y Nicolau (1838–1930), spanischer General und Gouverneur
- Valerianus Caesar († 258), Enkel Valerians
- Valérien Ismaël (* 1975), französischer Fußballspieler
- Valerio Held (* 1958), italienischer Comiczeichner
- Valerio Massimo Manfredi (* 1943), italienischer Schriftsteller und Archäologe
- Valerio Valeri (1883–1963), Kurienkardinal der römisch-katholischen Kirche
- Valeriu Bularca (1931–2017), rumänischer Ringer
- Valerius Cordus (1515–1544), Botaniker, Arzt, Pharmakologe und Naturforscher
- Valerius Gratus (1. Jh. n. Chr.), römischer Präfekt in Judäa
- Valerius Herberger (1562–1627), deutscher Theologe
- Valerius Maximus (Zeit des Kaisers Tiberius), lateinischer Schriftsteller
- Valerius Valens († 317), Mitkaiser des römischen Kaisers Licinius
- Valéry Giscard d’Estaing (1926–2020), französischer Politiker
- Valéry Inkijinoff (1895–1973), russischer Schauspieler
- Valery Larbaud (1881–1957), französischer Schriftsteller und Literaturkritiker
- Valery Panov (1938–2025), russischer Ballett-Tänzer
- Valerij Jakowlewitsch Tarsis (1906–1983), russischer Schriftsteller und Übersetzer
- Waleri Pawlowitsch Afanassjew (* 1947), russischer Pianist
- Valierius Jasiūnas (1947–2021), litauischer Kinesiologe
- Waleri Pawlowitsch Babanow (* 1964), russischer Bergsteiger
- Waleri Boschinow (* 1986), bulgarischer Fußballspieler
- Waleri Jakowlewitsch Brjussow (1873–1924), russischer Schriftsteller
- Waleri Nikolajewitsch Brumel (1942–2003), sowjetischer Leichtathlet
- Waleri Fjodorowitsch Bykowski (1934–2019), sowjetischer Raumfahrer
- Waleri Borissowitsch Charlamow (1948–1981), russischer Eishockeyspieler
- Waleri Georgijewitsch Gassajew (* 1954), russischer Fußballtrainer
- Waleri Abissalowitsch Gergijew (* 1953), russischer Dirigent
- Waleri Iwanowitsch Gliwenko (1897–1940), russischer Mathematiker und Logiker
- Waleri Pawlowitsch Gopin (* 1964), russischer Handballspieler
- Waleri Muchamedowitsch Kokow (1941–2005), Präsident von Kabardino-Balkarien
- Waleri Grigorjewitsch Korsun (* 1953), russischer Kosmonaut
- Waleri Nikolajewitsch Kubassow (1935–2014), sowjetischer Kosmonaut
- Waleri Wiktorowitsch Ljukin (* 1966), sowjetischer Leistungsturner
- Waleri Alexejewitsch Medwedzew (* 1964), russischer Biathlet
- Waleri Michailowitsch Nikolajewski (* 1939), russischer Poet, Schriftsteller und Historiker
- Waleri Petrow (1920–2014), bulgarischer Schriftsteller und Übersetzer
- Waleri Wladimirowitsch Poljakow (1942–2022), sowjetischer Kosmonaut
- Waleri Grigorjewitsch Resanzew (* 1942), sowjetischer Ringer
- Waleri Iljitsch Roschdestwenski (1939–2011), sowjetischer Kosmonaut
- Waleri Wiktorowitsch Rjumin (1939–2022), sowjetischer Kosmonaut
- Waleri Borissowitsch Salow (* 1964), russischer Schachmeister
- Waleri Miladowitsch Sjutkin (* 1958), russischer Sänger
- Waleri Iwanowitsch Tokarew (* 1952), russischer Kosmonaut
- Waleri Tschetschelaschwili (* 1961), georgischer Politiker
- Waleri Pawlowitsch Tschkalow (1904–1938), sowjetischer Pilot
- Waleri Iwanowitsch Wassiljew (1949–2012), sowjetischer Eishockeyspieler
- Waleri Iwanowitsch Zyganow (* 1956), sowjetischer Skiläufer
- Walerian Borowczyk (1923–2006), polnischer Regisseur
- Walerian Alexandrowitsch Sorin (1902–1986), sowjetischer Diplomat
- Walerij Borsow (* 1949), sowjetischer Leichtathlet
- Walerij Lobanowskyj (1939–2002), ukrainischer Fußball-Trainer
- Walerij Pustowojtenko (* 1947), ukrainischer Ministerpräsident
- Waleryj Swjatocha (* 1981), belarussischer Hammerwerfer
- Walery Lewaneuski (* 1963), belarussischer Aktivist
- Walery Schary (* 1947), sowjetischer Gewichtheber
- Walery Sławek (1879–1939), polnischer Politiker